# Assemblea Legislativa d'El Salvador
L' Assemblea Legislativa (en castellà: Asamblea Legislativa) és la branca legislativa del govern d'El Salvador.

## Estructura
La legislatura d'El Salvador és un òrgan unicameral. Està format per 84 diputats, tots ells escollits per vot popular directe segons la representació proporcional de llista oberta per a un mandat de tres anys i són elegibles per a la reelecció immediata. D'aquests, 64 són elegits en 14 circumscripcions multiescons, corresponents als 14 departaments del país, que retornen entre 3 i 16 diputats cadascun. Els 20 diputats restants són seleccionats sobre la base d'una única circumscripció nacional.
Per ser elegibles a l'Assemblea, els candidats han de ser (Art. 126 de la Constitució):
- Tenir més de 25 anys.
- Ser ciutadans salvadorencs per naixement, nascuts d'almenys un progenitor per ser ciutadà.
- D'honestedat i educació reconegudes.
- No haver perdut els privilegis ciutadans en els darrers cinc anys.

L'1 de juny de 2023, el president Nayib Bukele va emetre una proposta a l'Assemblea Legislativa per reduir el nombre dels seus escons de 84 a 60. La proposta va ser aprovada per l'Assemblea Legislativa el 7 de juny de 2023 i entrarà en vigor l'1 de maig de 2024.

## Composició actual
| Noves Idees (NI)                          | 54 |
| Aliança Republicana Nacionalista (ARENA)  | 2  |
| Partit de la Coalició Nacional (PCN)      | 2  |
| Vamos (V)                                 | 1  |
| Partit Demòcrata Cristià (PDC)            | 1  |
| Font: Assemblea Legislativa d'El Salvador |    |